# تنباکولوق (هوراند)
تنباکولوق (به ترکی آذربایجانی: تنبکلیق) یکی از روستاهای استان آذربایجان شرقی است که در شهرستان هوراند بخش آبش احمد واقع شده‌است. این روستا ۱۸۰ نفر جمعیت دارد.